# Ња Чанг
Ња Чанг (виј. Nha Trang) је град у Вијетнаму, у покрајини Хањ Хоа. Према резултатима пописа 2009. у граду је живело 361.454 становника.